# .mg
.mg è il dominio di primo livello nazionale assegnato al Madagascar.